# Priapella
Priapella – rodzaj ryb karpieńcokształtnych z rodziny piękniczkowatych (Poeciliidae).

## Klasyfikacja
Gatunki zaliczane do tego rodzaju:

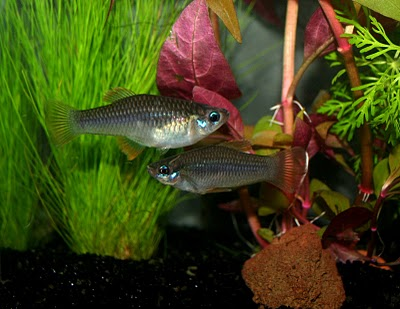
Priapella bonita – dobrotka pasiasta
- Priapella chamulae
- Priapella compressa
- Priapella intermedia – piękniczka błękitnooka[3]
- Priapella lacandonae
- Priapella olmecae

- Priapella olmecae